# ماررانو
ماررانو (به لاتین: Marerano) یک منطقهٔ مسکونی در ماداگاسکار است که در بروروها واقع شده‌است. ماررانو ۴٬۰۰۰ نفر جمعیت دارد و ۳۴۷ متر بالاتر از سطح دریا واقع شده‌است.